# Marco Nigg
Marco Nigg (* 28. Juni 1982) ist ein ehemaliger liechtensteinischer Fussballspieler.

## Karriere

### Verein
Nigg begann seine Laufbahn in der zweiten Mannschaft des FC St. Gallen. Nach einer Station bei Chur 97 wechselte er zum SV Lyss, für den er bis zu seinem Karriereende aktiv war.

### Nationalmannschaft
Nigg gab sein Länderspieldebüt in der liechtensteinischen Fussballnationalmannschaft am 7. Oktober 2001 beim 0:5 gegen Bosnien und Herzegowina im Rahmen der Qualifikation zur Fussball-Europameisterschaft 2002, als er zur zweiten Halbzeit für Thomas Beck eingewechselt wurde. Bis 2002 war er insgesamt drei Mal für sein Heimatland im Einsatz.